# 小埃里兹
小埃里兹（法語：Érize-la-Petite，法語發音：[eʁiz la pətit]）是法国默兹省的一个市镇，属于巴勒迪克区。

## 地理
小埃里兹（48°55'5"N, 5°14'29"E）面积7.18 平方千米，位于法国大東部大區默兹省，该省份为法国西北部内陆省份，北与比利时接壤，西接马恩省和阿登省，南至上马恩省和孚日省，东临默尔特-摩泽尔省。
与小埃里兹接壤的市镇（或旧市镇、城区）包括：艾尔河畔肖蒙、艾尔河畔库尔塞勒、艾尔河畔隆尚、朗贝库尔-索迈讷、赖瓦勒。

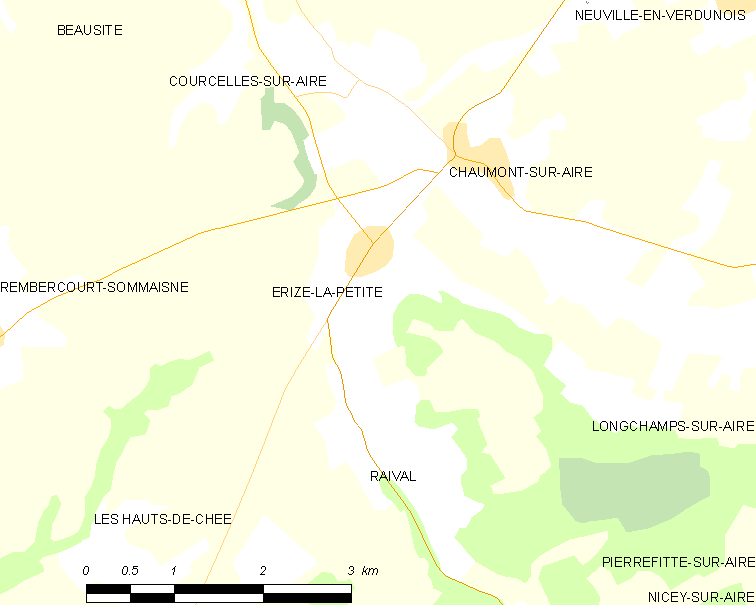
小埃里兹的OSM定位图

小埃里兹的时区为UTC+01:00、UTC+02:00（夏令时）。

## 行政
小埃里兹的邮政编码为55260，INSEE市镇编码为55177。

## 政治
小埃里兹所属的省级选区为奥尔南河畔勒维尼县。

## 人口

1962-2008年间小埃里兹人口变化图示

小埃里兹于2022年1月1日时的人口数量为43人。